# Дмитровка (Дмитровський міський округ)
Дми́тровка (рос. Дмитровка) — присілок у складі Дмитровського міського округу Московської області, Росія.

## Населення
Населення — 36 осіб (2010; 25 у 2002).
Національний склад (станом на 2002 рік):
- росіяни — 72 %